# Ave, Cesare!
Ave, Cesare! (Hail, Caesar!) è un film del 2016 scritto, montato, co-prodotto e diretto da Joel ed Ethan Coen.
Il film, interpretato da Josh Brolin, George Clooney, Alden Ehrenreich, Ralph Fiennes, Jonah Hill, Scarlett Johansson, Frances McDormand, Tilda Swinton, e Channing Tatum, racconta la storia di Eddie Mannix, un fixer nella Hollywood degli anni cinquanta, che cerca di scoprire cosa è accaduto a un attore scomparso nel bel mezzo delle riprese.

## Trama
Los Angeles, 1951. Eddie Mannix è a capo della casa di produzione cinematografica Capitol Pictures, per cui agisce anche come fixer, ossia ponendo rimedio a situazioni potenzialmente scandalose riguardanti gli attori-immagine dello studio. Nonostante la posizione di prestigio, Mannix è insoddisfatto del suo lavoro, che lo tiene lontano dalla moglie e dai figli, e vorrebbe accettare la generosa offerta della Lockheed Corporation. Allo stesso tempo, Eddie deve tenere a bada le sorelle e rivali Thora e Thessaly Thacker, in cerca di scoop sulle celebrità per i loro giornali scandalistici. In uno dei suoi interventi, Mannix evita uno scandalo che coinvolgerebbe una nota attrice di spettacoli acquatici, DeeAnna Moran, rimasta incinta da nubile durante la relazione col regista Arne Slessum; al rifiuto dei due di sposarsi per salvare le apparenze, il faccendiere della Capitol consiglia alla donna di dare segretamente in adozione il proprio figlio una volta nato, per poi adottarlo in seguito senza rivelare la sua maternità.
Nel frattempo le riprese di uno dei più ambiziosi progetti della Capitol, il peplum ambientato nell'antica Roma Ave, Cesare!, subiscono un brusco arresto quando l'interprete principale della pellicola, Baird Whitlock, scompare, rapito da due comparse. A Mannix viene recapitata una lettera minatoria, in cui i rapitori, autonominatisi "Il Futuro", chiedono 100000 $ di riscatto per rilasciare l'attore. Quest'ultimo si risveglia in una casa a Malibù, dove incontra Il Futuro, una cellula di sceneggiatori comunisti, che lo introducono alle teorie marxiste. Agli studios Thora minaccia Mannix di rivelare una verità scomoda sul film d'esordio di Whitlock, Come un'aquila in volo, a meno che il fixer non gli organizzi un'intervista esclusiva con l'attore, ma Eddie riesce a prendere tempo e a mascherare l'assenza di Whitlock.
Nel frattempo Hobie Doyle, giovane star di film western dotato di scarse doti recitative ma di buon cuore, viene inserito dalla Capitol in Balliamo beati, un sofisticato dramma in costume del regista Laurence Laurentz, con risultati disastrosi. Nonostante il regista si lamenti con Mannix, il fixer lo convince a prendere Doyle sotto la sua ala protettiva per farlo migliorare. In seguito lo stesso Doyle, giunto nell'ufficio di Mannix poiché non si sente a proprio agio nella parte, viene messo a conoscenza del rapimento di Whitlock e dei soldi che l'uomo intende versare; grazie ad un'intuizione del ragazzo, il faccendiere della Capitol decide di indagare tra le comparse, lasciando comunque i 100000 $ del riscatto nel luogo indicato. La sera stessa Doyle assiste alla première di un suo western assieme ad un'attrice assegnatagli dallo studio, Carlotta Valdez, con la quale, grazie alla sua spontaneità, sviluppa un'intesa amorosa.
Mentre i due cenano, Doyle nota la valigia di Mannix contenente i soldi del riscatto e decide di seguire l'uomo che l'ha ritirata, Burt Gurney, attore e ballerino di tip-tap della Capitol, anch'egli segretamente comunista. Gurney raggiunge la casa di Malibu, pedinato da Doyle, che al suo interno trova il solo Whitlock, ormai totalmente dedito alla causa comunista. Al largo della costa, il resto del Futuro raggiunge con una barca un sommergibile sovietico, su di cui sale Gurney. I rimanenti membri gli consegnano la valigetta con i soldi "per aiutare la causa", ma il cane del gruppo balza tra le braccia di Gurney, che è costretto a lasciar cadere in mare la valigetta, la quale inesorabilmente sprofonda nell'oceano per la costernazione di tutti. Doyle riporta Whitlock allo studio, mentre la polizia, giunta sul posto dopo aver interrogato le comparse, arresta tutti i membri del Futuro, eccetto Gurney, partito per l'Unione Sovietica.
Whitlock tenta di spiegare la sua nuova ideologia a Mannix, ma questo lo schiaffeggia e lo motiva, mandandolo a girare la scena finale di Ave, Cesare!, in cui Whitlock dà una grande interpretazione, pur dimenticando la battuta finale. Mannix risolve poi la questione di Thora, intenzionata a pubblicare lo scoop in cui rivelava che Whitlock, per ottenere la parte da protagonista in Come un'aquila in volo, aveva avuto un rapporto sessuale con Laurentz; il fixer le spiega di aver intuito che la fonte dello scoop era Burt Gurney e le dice che, se pubblicherà il pezzo, verrà marchiata come simpatizzante del comunismo ed avrà la carriera rovinata. Si risolve anche la questione di DeeAnna, che decide di sposare l'impacciato Joseph Silverman, uomo di fiducia dello studio, a cui doveva venire affidato il bambino. Infine Mannix decide di rifiutare l'offerta rivale e continuare a lavorare per la Capitol Pictures.

## Produzione

### Sviluppo
L'idea e il titolo del film vennero rivelati dai fratelli Coen nel luglio 2004. La storia inizialmente era incentrata su un gruppo di attori degli anni venti che mettono in scena un'opera teatrale ambientata nell'antica Roma; George Clooney avrebbe dovuto interpretare il personaggio principale. Nel febbraio 2008 i Coen dissero che il film non aveva ancora una sceneggiatura e affermarono inoltre che esso sarebbe stato il terzo capitolo della "Numbskull Trilogy" con Clooney dopo Fratello, dove sei? (2000) e Prima ti sposo poi ti rovino (2003).
Anni dopo Clooney annunciò scherzosamente in conferenza stampa che Ave, Cesare! sarebbe stato il suo nuovo film, e la pubblicità che ne scaturì spinse i Coen a occuparsi a tempo pieno della sceneggiatura. Nel dicembre 2013, durante un'intervista per A proposito di Davis, Joel Coen disse che lui e il fratello erano davvero al lavoro sul film, il quale probabilmente sarebbe stato il loro prossimo progetto. Nel maggio 2014 i due registi confermarono che il progetto era in lavorazione con la trama ora incentrata su un fixer nella Hollywood degli anni cinquanta.

### Pre-produzione
Nel dicembre 2013 i Coen confermarono che Clooney avrebbe fatto parte del film. Nel giugno 2014 si aggiunsero al cast Josh Brolin, Channing Tatum, Ralph Fiennes e Tilda Swinton. La Universal Pictures annunciò che avrebbe distribuito il film, e Eric Fellner e Tim Bevan vennero scelti come produttori per la Working Title Films. A luglio anche Jonah Hill e Scarlett Johannson entrarono a far parte del cast. Non vennero accettate attrici con capelli tinti o che avessero fatto uno di botox poiché giudicate non adatte al periodo storico trattato.
Il budget fu di ventidue milioni di dollari.

### Riprese
Nell'ottobre 2014 Roger Deakins annunciò che sarebbe stato il direttore della fotografia del film e di essere al lavoro su alcuni test footage; il britannico lavorò con la pellicola 35mm per conferire al girato una patina retrò. Le riprese principali sono cominciate il 10 novembre 2014 a Los Angeles.

## Distribuzione
Il film è stato selezionato per aprire la 66ª edizione della Berlinale.
L'uscita del film è stata fissata per il 5 febbraio 2016 negli Stati Uniti e per il successivo 10 marzo in Italia e nella Svizzera italiana.

## Accoglienza
Ave, Cesare! ha avuto recensioni generalmente positive da parte della critica. Su Rotten Tomatoes ha raggiunto un indice di gradimento dell'85%, basato su 284 recensioni con una valutazione media di 7.2/10, mentre da parte del pubblico il film ha ricevuto recensioni decisamente più negative, con solo il 44% di critiche positive.

## Curiosità
L'ambientazione negli anni cinquanta si è prestata ad una serie di citazioni ironiche dell'American way of life di quel periodo di prosperità del "secolo americano". A riprova dell'intento parodistico del genere peplum, George Clooney esordisce la sua parte in costume enunciando in meno di due battute due vistosi anacronismi (il centurione romano dell'epoca di Tiberio annuncia di voler andare alle terme di Caracalla per riposarsi delle fatiche del viaggio che lo ha condotto a Roma per la via Francigena).
Per il Clooney centurione si trasse ispirazione da Kirk Douglas, Charlton Heston e Robert Taylor, tutti e tre protagonisti di altrettanti peplum di enorme successo, rispettivamente Spartacus, Ben-Hur e Quo vadis. Tramite filmati d'epoca di quest'ultimo film lo scenografo Jess Gonchor ricreò al meglio la Via Appia e un tempio romano.
La versione sirena di Scarlett Johansson è un riferimento all'attrice e nuotatrice Esther Williams; il Ralph Fiennes regista è ispirato a Vincente Minnelli; Channing Tatum e il suo numero musicale si rifanno a Gene Kelly e a Un giorno a New York.
La pellicola è collegata a un altro film dei Coen, Barton Fink - È successo a Hollywood, che è ambientato però nel 1941: la casa di produzione al centro di entrambi i film è infatti la Capitol Pictures. All'inizio di Ave, Cesare! è anche citato Wallace Beery, attore realmente esistito che avrebbe dovuto interpretare, nella finzione scenica, il film sul wrestling che Barton Fink viene chiamato a scrivere.

## Riconoscimenti
- 2017 - Premio Oscar
  - Nomination Miglior scenografia a Jess Gonchor e Nancy Haigh
- 2016 - National Board of Review Awards
  - Migliori dieci film dell'anno